# マダケ
マダケ（真竹、学名: Phyllostachys bambusoides）は中国原産とも日本自生とも言われるイネ科マダケ属の竹の一種。別名タケ、ニガタケ（苦竹）、真柄竹など。中国および、日本の本州（中部以南）、四国、九州、沖縄に分布する。中国名は、剛竹（別名：桂竹）。
モウソウチクほどではないが分布の拡大が里山の自然環境の破壊を引き起こしているため、産業管理外来種に指定されている。

## 生態・形態
永年生竹類。太く長い地下茎を地面に張り巡らし、5月中旬ごろに地中からタケノコを生やす。開花時期は初夏だが開花は稀で、イネの花に似ている。120年周期で咲く説が濃厚とされる。日本では1960 - 1970年頃に開花が確認されており、もし120年説が正しければ、次の開花が見られるのは2090年頃。花が咲いた後に実を付け、その後全ての竹が一斉に枯れる。群落ごとに開花する時期が違うモウソウチクとは違い、日本マダケのほとんどは遺伝的に均一らしく、日本全国のマダケが一斉に花を咲かせ、一斉に実を付け、一斉に枯れる。日本へは古くから持ち込まれ栽培されていたと見る一方で、日本にもともと自生していた品種であると捉える向きもある。このように考えられる根拠としては、例えば、第三紀中新世以降に日本や朝鮮半島から化石が見つかっているので、もとは日本列島に自生していたのかも知れないと推測することもできるからである。

### 形態

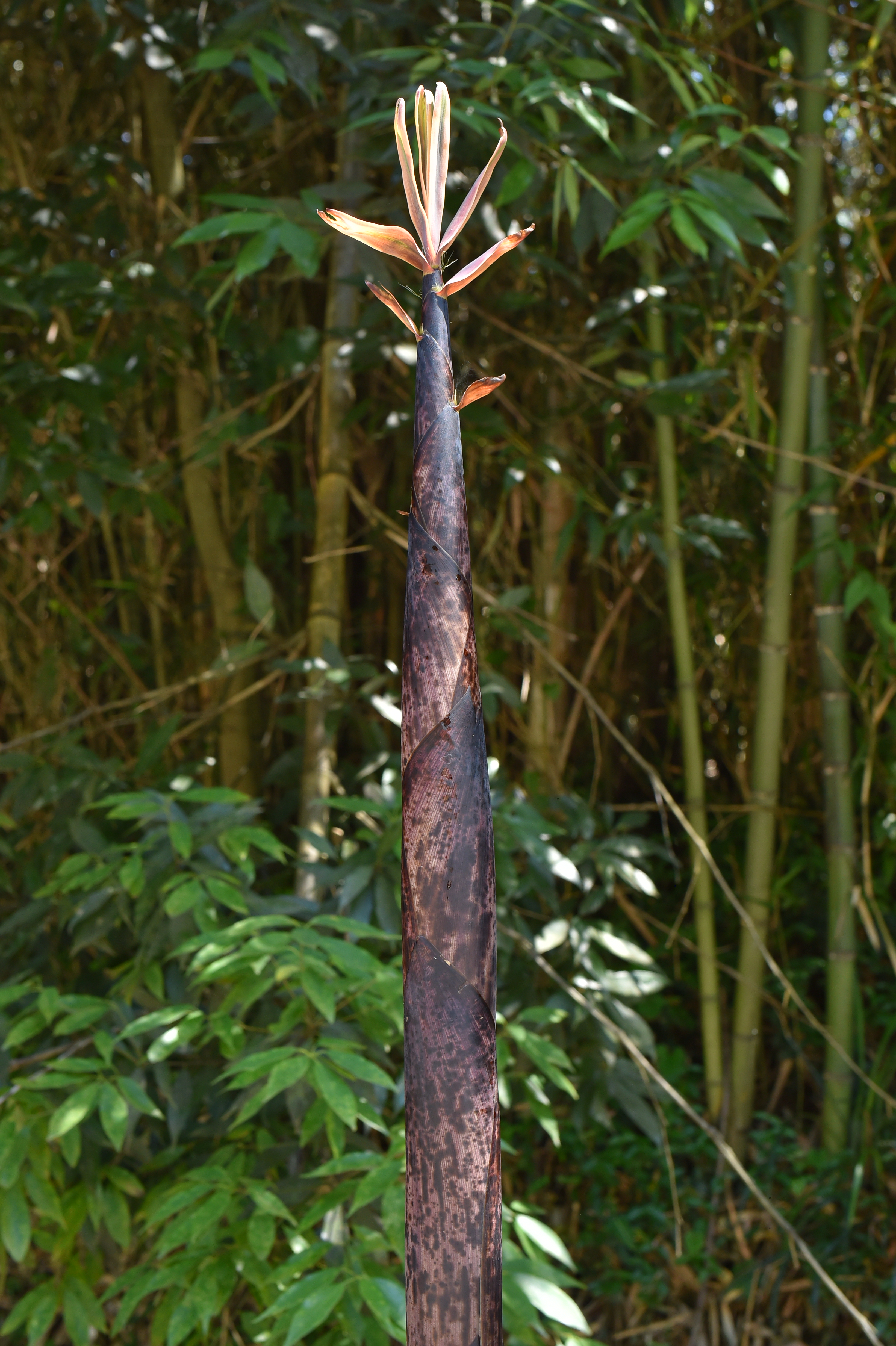
マダケのタケノコ。稈鞘（竹の皮）は濃い黒色の斑点があり無毛。

稈（かん）はまっすぐに垂直に伸びて、高さは条件が良ければ10メートル (m) - 20 mにも成長し、太さは10センチメートル (cm) に達する。2本の隆起線がある節を持ち、節からは太さの違う枝が2本伸びる。稈は弾力があり、節の間は30 - 40 cmと長いのが特徴。タケノコを包む稈鞘は大きく濃い黒色の斑点があり無毛。葉は枝先に3枚から5枚つき、披針形で長さ8 - 12 cm、幅2 - 2.5 cmほどになる。葉は両面ともほぼ無毛で、裏面はやや白みを帯びる。葉の基部の葉鞘とよばれる筒状の鞘には、肩毛が直角に生える。枝の第1節間が中空なのはマダケだけに見られる特徴で、第2節間からはマダケの他、モウソウチクやハチクも中空である。
節間が長く通直で弾力性に富む性質をもち工芸品や建築材料に適している。
モウソウチクやハチクに比べるとマダケの葉は大きく、マダケのタケノコの表面は滑らかで黒色の斑点があることから区別できる。

### 開花
マダケは、約120年周期で集団で開花する。開花したマダケは枯死するため、マダケ林が一気に衰退する。前回の集団開花～枯死は1962年から始まり、1966年には国内のマダケ林の1/3に相当する約4万ヘクタールが枯死した。公共事業による復旧事業も行われたが、母竹の植栽自体が困難であり、1970年までに2,000ヘクタールに着手するにとどまった。
昭和中期に日本のマダケのほとんどが同時に開花・枯死した結果、昭和後期には日本の国土におけるマダケ林とモウソウチク林の面積比率が逆転し、日本の竹産業における竹材の利用はモウソウチク材を中心としたものに転換した。また、国内の竹材を利用するよりも中国から輸入したモウソウチク材を中心とする竹材の利用が進む結果にもなった。
日本においてはマダケは日本全国でほとんど一斉に開花・枯死し、また種子が発芽しない点で別々の年に開花・枯死し、種子の大半が正常に発芽するモウソウチクと異なる。これは日本のマダケの高い遺伝的な均一性を示唆し、理由としては、氷河期にボトルネック効果を受け遺伝的多様性を失った、もしくは限られた系統が人為的に移植された可能性が考えられる。

## 竹林
庭木として植栽される他、里山でも見られる。砂礫質の場所を好み河川敷の砂地などにもみられる。川岸でのマダケの繁殖は自然発生したものと植竹林によるものがある。河川に近い無堤地区や堤外民地の耕作地では、マダケの竹林により流木、ゴミ類、荒い砂利等を遮断し、土類のみを耕作地へ落とすことで土壌を肥沃化する役割がある。

## 食用
別名を苦竹というように、収穫後時間を経過したタケノコはエグみがある。苦みやあくが強いためにマダケのタケノコは市場にはあまり出回らない。

## 素材としての利用
まっすぐで緑色の桿の見た目の美しさを活かして、透かし垣などを作るのに使われ、神社や和風庭園などに見られる。節の間が長くて弾力もあることから、資材用や工芸品としても使われる。
竹の根元から先端部にかけての細り率が低く強靭でありながら肉厚は薄いため細工しやすい。そのため弓、梯子、籠、物干し竿（竿だけ）、花器、竹箒などの日用品、竹べら、竹とんぼ、竹馬、竹踏み、釣り竿などの細工物や工芸品などに利用されてきた。建築材としては、竹廊下、手すり、竹の縁側、天井格子、床柱などに使われる。また伸縮が小さく、温度や湿度による変化も小さく狂いが殆どおこらないことから物差しや土木工事などに用いる竹尺にも用いられている。マダケの稈鞘（竹の皮）は無毛で柔軟性に富む等の性質から、おにぎりなどの食品包装として利用される。エジソンの白熱電球の材料にもなった。
竹細工の素材として最も多く用いられているマダケは、伐採したままの青竹、火であぶったり（乾式）、苛性ソーダで煮沸したり（湿式）して油抜きをした晒し竹、ある程度炭化させた炭化竹、伐採後数ヶ月から数年間自然に枯らしたもの、家屋の屋根裏で数十年間囲炉裏や竈の煙で燻された煤竹と、種々の素材が流通する。これらは弾力性、硬さ、耐久性などが異なり、利用目的によって使い分けられる。青竹は容易に入手できるが、耐久性に問題があり、晒し竹や炭化竹に加工する事でその問題点は改善する。煤竹は独特の色（煤竹色）をしており、硬く、耐久性に富むが、入手は困難である。
大分県のマダケは面積、生産量とも全国一のシェアを占めており、別府市周辺の別府竹細工や日田市の竹箸など、大分県では豊富な竹材を利用した竹工芸が歴史的に盛んであり、加工された素材も入手し易い。

## 文化
マダケはまっすぐに天に向かって伸びて、緑色で美しい桿をもち中空であるため、日本の伝承では神の居場所を持っていると考えられた。マダケの葉が風に揺られ、さやさやと音を立てて鳴るのは、神がそこにやってきた印と感じ取られていた。竹を立てて縄を張り、四手を垂らせば、その中は結界が張られた祈りの場となった。
マダケの花言葉は、「節度」「節操」である。

## 変種
園芸で栽培されることも多く、以下のような変種、品種が存在する。
- オキナダケ f. alvo-variegata
- コンシマダケ f. subvariegata
- キシマダケ f. Kawadana
- ヒョウガハンチク f. Tanakae
- カシロダケ f. kasirodake
- ムツオレダケ f. geniculata
- シボチク var. Marlicea
- キンメイチク var. Castillonis
- オウゴンチク var. holochrysa
- ギンメイチク var. castilloni-inversa

## 国指定文化財
日本では以下が、天然記念物として国の文化財の指定を受けている。
- 敷島のキンメイチク（群馬県渋川市）
- 篠原のキンメイチク（石川県加賀市）
- 龍野のカタシボ竹林（兵庫県たつの市）
- 久喜宮のキンメイチク（福岡県朝倉市）